# Araneus cyclops
Araneus cyclops là một loài nhện trong họ Araneidae.
Loài này thuộc chi Araneus. Araneus cyclops được Lodovico di Caporiacco miêu tả năm 1940.